# Гущин, Борис Петрович (учёный)
Борис Петрович Гущин (1874 — 1936) — видный петербургский/ленинградский библиотековед, педагог.

## Биография
Родился в Санкт-Петербурге в 1874 году в семье военного врача. Детство провел в западных губерниях Российской империи. Рано потеряв отца, с 15 лет давал уроки, а с 19 лет жил исключительно своим заработком.
Учёбу в Петербургском технологическом институте, которая вынужденно длилась с перерывами с 1894 по 1908 год, совмещал с работой писцом, железнодорожным машинистом, лаборантом в отделении электрических измерений Главной палаты мер и весов.
Научные интересы Б. П. Гущина были достаточно широки — он увлекался естественными науками (особенно математикой), философией, техникой, архитектурой, художественной литературой, книговедением и педагогикой (его домашняя библиотека состояла из книг соответствующего содержания), но главными для него оставались теория библиографии и библиотечное дело.
В конце 1927 году Б. П. Гущин покинул Библиотеку Академии наук из-за конфликта с директором — академиком С. Ф. Платоновым, но продолжал работать в библиотеке Института инженеров путей сообщения и на Высших курсах библиотековедения при Государственной публичной библиотеке (ныне — РНБ).
Усердием и трудами Б. П. Гущина заложена современная структура научно-технической библиотеки: был создан первый карточный систематический каталог, основана информационно-библиографическая служба. Б. П. Гущин участвовал в проектировании и освоении нового помещения библиотеки.
В 1935 году Б. П. Гущин был репрессирован, умер в 1936 году в Оренбурге. Реабилитирован в 1986 году.